# Palacio de Justicia de Long Island City
El Palacio de Justicia de la Ciudad de Long Island está ubicado en 25-10 Court Square en la Ciudad de Long Island, Queens, Ciudad de Nueva York . Anteriormente albergaba el Tribunal Penal, el Tribunal del Condado, el personal del Fiscal de Distrito y la oficina del alguacil del condado. Hoy, el Palacio de Justicia es otra sede de la Sala Civil de la Corte Suprema del Condado de Queens, que también se encuentra en Jamaica . El palacio de justicia se construyó originalmente en 1874 con un diseño del arquitecto George Hathorne y fue remodelado y ampliado por Peter M. Coco en 1904. Fue considerado como uno de los edificios más importantes del condado de Queens.
El complejo del palacio de justicia de la ciudad de Long Island fue designado un hito de la ciudad de Nueva York en 1976, y ha sido incluido en el Registro Nacional de Lugares Históricos desde 1983.

## Historia
El edificio fue erigido en 1874 con un diseño de George Hathorne. La ubicación se decidió cuando la sede del condado de Queens se mudó de Jamaica a Long Island City, debido al acceso al transporte cercano. Un artículo en Newsday, escrito por el redactor Geoffrey Mohan, escribe sobre la reubicación del palacio de justicia del condado de Queens de Garden City Park, condado de Nassau, a Long Island City. Mohan se refiere a esta reubicación como una de las décadas de controversia y las posibles razones que contribuyeron a la secesión del condado de Nassau de Queens.
El palacio de justicia fue remodelado y ampliado por Peter M. Coco en 1904 después de que un incendio destruyera una parte del mismo. En su remodelación se elevó el edificio de dos pisos a cuatro pisos para acomodar las necesidades de la corte. El palacio de justicia está diseñado en lo que se ha descrito diversamente como un estilo arquitectónico del Renacimiento inglés, neoclásico o Beaux Arts y está hecho de piedra, baldosas de cerámica, piedra caliza y metal.
Anteriormente, dos cárceles formaban parte del complejo, pero fueron reemplazadas por un estacionamiento en 1988. La estructura del estacionamiento fue diseñada por el estudio de arquitectura con sede en Chicago Skidmore, Owings and Merrill .
El palacio de justicia y el complejo que lo rodea se sometieron a rejuvenecimiento y renovaciones a mediados de la década de 2000. Liz Skalka, corresponsal de Chronicle, informó el 24 de agosto de 2006 que: "El palacio de justicia adornado comenzó a someterse a reparaciones en mayo que incluyeron renovaciones en su exterior de ladrillo y techo nuevo en el edificio principal y sus alas. Ambos son para proteger contra daños por agua. También se está restaurando una prominente sala de audiencias en el tercer piso, conocida por su techo de vidrieras de colores de dos pisos, y recibirá un nuevo piso de madera similar al original".